# Tryggvi Þórhallsson
Tryggvi Þórhallsson, född 9 februari 1889, död 31 juli 1935, var Islands statsminister från 28 augusti 1927 till 3 juni 1932. Han var medlem i partiet Framsóknarflokkurinn.